# Trogobriga albifera
Trogobriga albifera är en fjärilsart som beskrevs av George Francis Hampson 1912. Trogobriga albifera ingår i släktet Trogobriga och familjen trågspinnare. Inga underarter finns listade i Catalogue of Life.